# Knut Herschel
Knut Herschel (* 6. August 1948 in Wurzbach; † 3. August 1999 in Leipzig) war ein deutscher Großmeister im Fernschach.

## Schach
Herschel erlernte das Schachspiel von seinem Vater Rudolf, der selbst ein starker deutscher Fernschachspieler war. Da ihm sein Beruf für Nahschach zu wenig Zeit ließ, konzentrierte er sich auf Fernschach. 1981 belegte er bei der 10. Fernschachmeisterschaft der DDR Platz 2. In der Folge wurde er in die Nationalmannschaft berufen. So nahm er mit der Mannschaft der DDR an der Fernschacholympiade 1987–93 teil. Nach der Wiedervereinigung verstärkte er die gesamtdeutsche Nationalmannschaft, mit welcher er bei der Mannschaftseuropameisterschaft an Brett 6 das beste Ergebnis erreichte.
Nach seinem Sieg im internationalen Einladungsturnier „100 Jahre Schweizer Schachverband“ wurde ihm 1992 der Titel Internationaler Meister verliehen. 1997 qualifizierte er sich für das 3/4-Finale der 19. Fernschachweltmeisterschaft. 1999 gewann er das Einladungsturnier 50 Jahre Bund deutscher Fernschachfreunde. Dafür wurde er nach seinem Tode mit dem Titel Großmeister ausgezeichnet.
Bereits 1991 verlieh ihm der BdF die Silberne Ehrennadel. 2000 folgte postum die Goldene Ehrennadel.

## Privat
Herschel studierte in Leipzig Bauwesen. Später arbeitete er als Hochschuldozent in Leipzig sowie an der Fachhochschule Lausitz in Cottbus im Bereich Bauverfahrenstechnik. Dabei habilitierte er und wurde Professor. Herschel hatte einen Sohn und eine Tochter.